# Pareuchiloglanis songdaensis
Pareuchiloglanis songdaensis är en fiskart som beskrevs av Nguyen 2001. Pareuchiloglanis songdaensis ingår i släktet Pareuchiloglanis och familjen Sisoridae. IUCN kategoriserar arten globalt som otillräckligt studerad. Inga underarter finns listade i Catalogue of Life.